# Parlamentsvalget i Burma 2015
Parlamentsvalget i Burma 2015 blev afholdt i Burma den 8. november 2015. Valget finder sted i alle dele af Burma, og omfatter begge Burmas parlamentariske kammer, 330 ud af 440 pladser skal vælges til underhuset(Huset for repræsentanter) og 168 ud af 224 til underhuset(Huset for nationaliteter), resten af pladserne er tildelt militæret i henhold til Burmas valglove.
I 2010 besluttet Burmas militærjunta, som indtil da i 25 år havde holdt på magten, at der skulle være en civil ledet regering. Der var i 2010 valg i Burma, men dette blev erklæret udemokratisk, valget i 2015 betegnes derfor som det første demokratiske valg i 25år.

## Valgresultat
Tekst mangler, hjælp os med at skrive teksten